# Jaroslav Křička
Jaroslav Křička (27. srpna 1882, Kelč – 23. ledna 1969, Praha) byl moravský hudební skladatel, dirigent, organizátor, pedagog a publicista.

## Život
Jaroslav Křička se narodil v rodině učitele a ředitele školy Františka Křičky (1848–1891) a Františky roz. Minářové (1861–1936), v Kelči jako nejstarší ze tří sourozenců. Jeho bratr Petr Křička se později stal známým básníkem, sestra Pavla Křičková byla spisovatelkou. R. 1918 se oženil s Marií Krbovou (1890–1984) se kterou měli tři syny: Aleše (1919–2009), Ivana (1921–1992) a Michaela (1923–2000).

### Studium
Otec velmi povzbuzoval své děti k hudebnímu vzdělání a Jaroslav v dětství dostával hodiny houslí, klavíru i zpěvu. Vystudoval piaristické gymnázium v Havlíčkově Brodě a na pražské konzervatoři byl žákem Karla Knittla a Karla Steckera. Zde se přátelil s Vítězslavem Novákem a jeho žáky. Studia hudby dokončil jednoročním pobytem v Berlíně (1905–1906). Poté žil tři roky v Rusku (Dněpropetrovsk), kde se přátelil s Glazunovem a Tanějevem a propagoval českou hudbu. Založil zde symfonický orchestr, který dirigoval a do místních novin psal české hudební aktuality. Po návratu do Prahy v roce 1909 se stal sbormistrem Hlaholu, se kterým prováděl mimo jiné i premiéry sborových děl Janáčka, Nováka a Jeremiáše. V roce 1918 byl jmenován profesorem skladby na pražské konzervatoři a v těžké době okupace (do roku 1942) byl jejím ředitelem. Po roce 1945 se věnoval výhradně kompozici.
Pohřben byl v Praze na Vyšehradském hřbitově.

### Vyznamenání
Jaroslav Křička byl v roce 1921 zvolen členem České akademie věd a umění a v roce 1957 obdržel čestný titul Zasloužilý umělec. V jeho rodné Kelči se nachází muzeum bratří Křičků.

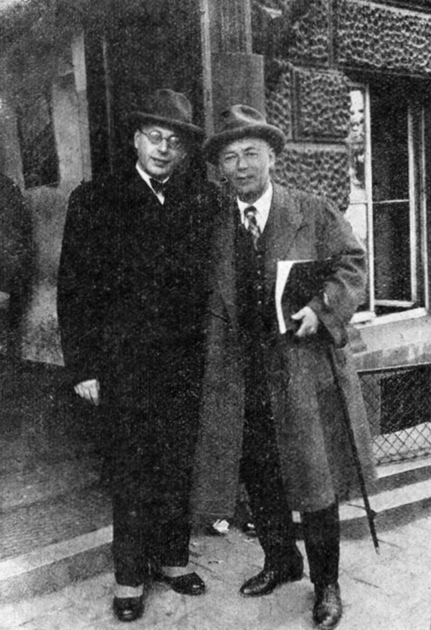
Jaroslav Křička (vpravo) a dirigent George Szell během uvedení Křičkovy opery Bílý pán v Novém německém divadle, Praha, duben 1932.

### Tvorba
V raných skladbách je patrný ruský vliv, během pobytu v Rusku na něj zapůsobilo dílo Rimského-Korsakova i Musorgského (1. smyčcový kvartet „Ruský“ (1907), Severní noci (1910), Tři bajky pro soprán a klavír (1917), Elegie na smrt Rimského-Korsakova (1918). Do povědomí širší veřejnosti se dostala díla Modrý pták – orchestrální ouvertura k Maeterlinckově pohádkové hře (1911), Písně rozchodu na slova Otakara Theera (1916) a hlavně opera Hipolyta (1910–1916) provedená v Národním divadle Karlem Kovařovicem a opera Bílý pán aneb Těžko se dnes duchům straší podle Oscara Wilda (přepracovaná 1930 a hojně provozovaná v zahraničí i díky dedikaci paní Rosy Newarch, která propagovala českou hudbu zvláště v Anglii).
Ve svém díle obsáhl všechny hudební druhy a žánry od písní (Naše paní Božena Němcová – 1959), (Symfonietta op. 77 – 1942, Sinfonietta semplice – 1962), oper (Král Lávra – 1940, Psaníčko na cestách – 1944) až po filmovou hudbu (Cech panen kutnohorských). Jeho odkaz je patrný i v jeho tvorbě pro děti. Opery Ogaři (1919, libreto Ozef Kalda) – z ní známý Bábinčin maršovský valčík, Dobře to dopadlo, aneb Tlustý pradědeček, Lupiči a detektivové (1932, námět Josef Čapek), Oživlé loutky (1943) a instruktivní skladby pro mladé klavíristy (Cirkus v pěti tónech – 1934) a houslisty (Malý Kubelík – 1933). Silný vliv měla na skladatele atmosféra domova a rodiny (Klavírní trio Doma 1923–1924).
Na konci éry němého filmu začal pracovat s filmem. V roce 1929 napsal hudbu k historickému filmu Svatý Václav, který byl natočen k tisíciletí smrti českého patrona. Po roce 1945 složil také několik operet.
Při Letních olympijských hrách 1936 ve skladatelské soutěži získal bronzovou medaili za skladbu Horácká suita.
Vydal několik popularizačních a informačních publikací. Napsal mnoho esejů o hudbě a pravidelně publikoval články v hudebních časopisech Hudební revue a Hudební rozhledy.

## Dílo

### Písňové cykly
- Severní noci, op. 14 (1909/1910) – čtyři písně na básně Konstantina Balmonta. 1. Albatros, 2. Labuť, 3. Ukolébavka, 4. U skandinávských skal
- O lásce a smrti, op. 15 (1910) – čtyři písně na texty Konstantina Balmonta
- Písně rozchodu, op. 19 (1916) – čtyři písně na texty Otakara Theera
- Tři bajky pro soprán a klavír (1917) – na pohádky Boženy Němcové a Afanasjevovy bajky
- Jaro pacholátko, op. 29 (1919) – tři recitativy pro vysoký hlas a klavír
- Jiříčkovy písničky, op. 36 (1917, 1922–1923) – sbírka dětských písní
- Daniny písničky a říkadla, op. 49 (1928) – dětské písničky a říkanky pro malé děti
- Míšovy písničky (1932) – sbírka dětských písní
- Naše paní Božena Němcová, op. 112 (1954) – pět písní pro mezzosoprán a orchestr na texty Františka Halase

### Kantáty
- Pokušení na poušti, op. 34 (1922) – kantáta pro sóla, sbor, orchestr a varhany podle Matoušova evangelia, text z Bible kralické
- Studentské vzpomínky – kantáta pro sóla, sbor a orchestr
- Tyrolské elegie, op. 52 (1930) – kantáta pro sóla, mužský sbor a orchestr na báseň Karla Havlíčka Borovského
- Moravská kantáta, op. 65 (1935) – kantáta pro malá sóla, smíšený sbor a orchestr
- Valašská jitřní mše (1941) – pro sóla, smíšený sbor a orchestr, na text Františka Táborského
- Requiem in memoriam fratris dilectissimi, op. 96 (1949) – jako vzpomínka na jeho bratra Petra

### Orchestrální díla
- 1. Symfonie d moll („Jarní“) (1905)
- 2. Symfonie a moll („Letní“) (1907)
- Modrý pták, op. 16 (1911) – předehra k pohádkové hře Maurice Maeterlincka.
- Adventus, op. 33 (1921)
- Horácká suita, op. 63 (1936) – získala 3. cenu ve skladatelské soutěži na Letních olympijských hrách 1936

### Komorní hudba
- 1. Smyčcový kvartet D dur („Ruský“) (1907)
- Divertimento Novodvorico (1921) – serenáda pro smyčcové kvarteto
- Sonata e-moll pro violu a klavír, op. 40 (1925) – jako vzpomínka na Jana Štursu
- Klavírní trio, op. 38 („Malé domácí trio“) (1934)
- 2. Smyčcový kvartet e moll (1938)
- 3. Smyčcový kvartet („Valašský“) (1949)

### Scénická hudba[8]
- Zmoudření Dona Quijota, op. 18 (1914) – hudba k divadelní hře Viktora Dyka
- Hipolyta, op. 20 (1916) – opera, premiéra v Národním divadle 10. října 1917
- Ogaři, op. 27 (1918) – dětská opera na texty Ozefa Kaldy
- Bílý pán aneb Těžko se dnes duchům straší, op. 50 (1929) – operní komedie podle novely Oscara Wilda, Strašidlo cantervillské
- Dobře to dopadlo aneb Tlustý pradědeček, lupiči a detektývové, op. 56 (1932) – singspiel pro děti
- České jesličky, op. 69 (1937) – vánoční singspiel
- Hra na květinky. A-o-i-e-u, jaro již je tu!, op. 71 (1937) – singspiel pro dětský sbor
- Král Lávra, op. 73 (1939) – zpívaný balet na báseň Karla Havlíčka Borovského
- Psaníčko na cestách, op. 79 (1941) – singspiel na motivy pohádky Karla Čapka
- Jáchym a Juliana, op. 90 (1948) – opera
- Zahořanský hon, op. 98a (1949) – hudební komedie podle povídky Aloise Jiráska
- Český Paganini aneb Slavík a Chopin (1951) – opereta
- Kolébka, op. 101 (1950) – Hudební komedie s písněmi a tanci na motivy povídky Aloise Jiráska.
- Tichý dům, op. 105 (1952) – opereta podle povídky Jana Nerudy
- Polka vítězí, op. 111 (1954) – opereta
- Cirkus Humberto, op. 118 (1955) – opereta
- Kalhoty (1962) – singspiel
- Pohádka o 12 měsíčkách (1962) – singspiel pro školní děti na motivy pohádky Boženy Němcové
- Dvě komedie televizní: 1. Měsíc divů; 2. Šlechetný kasař aneb s poctivostí nejdál dojdeš (1963) – dvě miniaturní opery

### Filmová hudba
Filmová hudba Jaroslava Křičky
- Svatý Václav (1929)
- Naši furianti (1937)
- Cech panen kutnohorských (1938)
- Jarní píseň (1944)
- Nikola Šuhaj (1947)
- Štika v rybníce (1951)